# Sattel zwischen Haselstein und Schwaigerkogel
Der Sattel zwischen Haselstein und Schwaigerkogel (Schweiger Kogel) ist ein kleiner Pass der Voralpen zwischen St. Aegyd am Neuwalde und Schwarzau im Gebirge in Niederösterreich.

## Lage
Der Pass liegt zwischen Seebach, einem kleinen Seitental der Unrechttraisen bei St. Aegyd-Kroatendörfl und der Trauch, einer abgelegenen Ortschaft von Schwarzau. Nordöstlich liegt der Haselstein (1092 m ü. A.), südlich der Schwaigerkogel (943 m ü. A.), eine kleine Graterhebung des Geißrückens.
Westlich geht der Seebach zur Unrechttraisen (Traisengebiet), östlich das Wassertal zum Trauchbach und zur Schwarza (Leithagebiet). Damit gehört der Sattel zum Alpenhauptkamm. Als Gemeindegrenze bildet er auch die Bezirksgrenze Lilienfeld zu Neunkirchen, also Landschaftsgrenze vom Mostviertel zum Industrieviertel.

## Geschichte und Bedeutung
Die Bezeichnung (nach Trimmel) ist ein Hilfsname, ein Name für den Sattel ist nicht überliefert.
Regional war der Pass historisch bedeutend als Übergang vom oberen Traisental in das obere Schwarzatal, noch Ende des 19. Jahrhunderts verlief hier der Fuhrweg von unterhalb St. Aegyd über Hintereck – Trauch nach Schwarzau-Gegend, der einzige fahrbare Weg im Raum (das Tiefental war seinerzeit noch unpassierbar, es gab nur nördlich die Kalte Kuchl in die Gölsen, mit einem Steig über Naglreith an die Unrechttraisen). Der Weg dürfte schon von alters her für die Mariazeller Wallfahrt (über Rohr her kommend) genutzt worden sein. Heute ist der Pass ohne Bedeutung, die alte Straße ist Forstweg und als Wanderweg ausmarkiert. Über das Tiefental geht heute die L4056 am Ochsattel zur B21, die über Rohrer Gegend und die Kalte Kuchl geht.
Geographisch wichtig ist der Sattel aber bis heute als Grenze der Gutensteiner Alpen zu den Mürzsteger Alpen in der Systematik der Alpenvereinseinteilung der Ostalpen (AVE) respektive zu den  Niederösterreichischen Kalkalpen in der Gebirgsgruppengliederung nach Trimmel, also als Grenze der Kalkhochalpen zu den Kalkvoralpen. Der Anlass dieser Gruppengliederung ist tektonischer Natur, Hegerberg und der Unterberg–Jochart-Kamm nordöstlich gehören zur Unterberg-Decke, Göller-Gippel-Zug mit Obersberg und der Schneeberg südlich zur Göller-Decke. Beide sind Teildecken der Ötscher-Decke, wobei die zweitere die erstere überschoben hat.